# Abu l-Wafa
Abu l-Wafa Muhammad ibn Muhammad ibn Yahya ibn Isma'il ibn al-'Abbas al-Buzdschani, född 10 juni 940, död 15 juli 998, var en persisk astronom och matematiker.
Abu l-Wafa ansågs av några franska astronomer på 1800-talet ha upptäckt den så kallade variationen i månens rörelse före dess upptäckt genom Tycho Brahe, vilket dock John Louis Emil Dreyer senare visade vara ett misstag. Abu l-Wafa har författat Almagestum sive systema astronomicum en på egna observationer grundad undersökning av Ptolemaios system.
Nedslagskratern Abul Wáfa på månen är uppkallad efter honom.